# متیلن‌دار کردن لومباردو
متیلن‌دار کردن لومباردو یا متیلناسیون لومباردو (به انگلیسی: Lombardo methylenation) یک نام واکنش در شیمی آلی است که امکان متیلن‌دار کردن ترکیبات کربونیل‌دار با استفاده از واکنشگر لومباردو را امکان‌پذیر می‌سازد. این واکنشگر ترکیبی از روی، دی‌برمومتان و تیتانیم تتراکلرید است.

## کاربردها
متیلن‌دار کردن  لومباردو در سنتز جامع تترودوتوکسین و هیروستن استفاده می‌شود.